# Snow (Familienname)
Snow ist ein Familienname, der vor allem im englischsprachigen Raum vorkommt.

## Namensträger
- Alan Snow (* 1959), britischer Schriftsteller und Illustrator
- Alvin Snow (* 1981), US-amerikanischer Basketballspieler
- Aurora Snow (Rebecca Claire Kensington; * 1981), US-amerikanische Pornodarstellerin
- Barbara Kathleen Snow (Barbara Kathleen Whitaker; 1921–2007), britische Ornithologin und Geologin
- Ben Snow, australischer Filmtechniker
- Brian Ackland-Snow (1940–2013), britischer Artdirector und Szenenbildner
- Brittany Snow (* 1986), US-amerikanische Schauspielerin
- C. P. Snow (Charles Percy Snow; 1905–1980), britischer Wissenschaftler und Schriftsteller
- Caitlin Snow (* 1982), US-amerikanische Triathletin
- Carmel Snow (1887–1961), irische Modejournalistin
- Charles Curtis Snow (* 1945), US-amerikanischer Managementforscher
- Charles E. Snow (1910–1967), US-amerikanischer Anthropologe
- Charles Wilbert Snow (1884–1977), US-amerikanischer Politiker
- Cristal Snow (Tapio Huuska), finnischer Musiker
- Clyde Snow (1928–2014), US-amerikanischer forensischer Anthropologe
- Dan Snow (* 1978), britischer Historiker und Fernsehmoderator
- Dan Snow (Schauspieler) (* 1951), US-amerikanischer Schauspieler
- Dash Snow (Dashiell A. Snow; 1981–2009), US-amerikanischer Künstler
- David A. Snow (* 1943), US-amerikanischer Soziologe
- David William Snow (1924–2009), britischer Ornithologe
- Donald F. Snow (1877–1958), US-amerikanischer Politiker
- Edgar Snow (1905–1972), US-amerikanischer Journalist
- Eliza Roxcy Snow (1804–1887), US-amerikanische Mormonin und Dichterin
- Eric Snow (* 1973), US-amerikanischer Basketballspieler
- Francis Huntington Snow (1840–1908), US-amerikanischer Entomologe
- Garth Snow (* 1969), US-amerikanischer Eishockeyspieler und -manager
- George W. Snow (1842–1927), US-amerikanischer Politiker
- Hank Snow (1914–1999), kanadischer Countrymusiker
- Herman W. Snow (1836–1914), US-amerikanischer Politiker
- John Snow (Cricketspieler) (* 1941), englischer Cricketspieler
- John Snow (Mediziner) (1813–1858), englischer Chirurg und Narkosearzt
- John W. Snow (* 1939), US-amerikanischer Politiker
- Julian Snow, Baron Burntwood (1910–1982), britischer Politiker
- Kate Snow (* 1969), US-amerikanische Fernsehjournalistin
- Lorenzo Snow (1814–1901), US-amerikanischer Präsident der Kirche Jesu Christi der Heiligen der Letzten Tage
- Mark Snow (1946–2025), US-amerikanischer Komponist
- Martyn Snow (* 1968), britischer Theologe
- Michael Snow (1928–2023), kanadischer Filmemacher, Bildhauer und Musiker
- Peter Snow (Geistlicher) († 1598), englischer Priester und Märtyrer
- Peter Snow (Journalist) (Peter John Snow; * 1938), britischer Journalist und Moderator
- Peter Snow (Mediziner) (Peter Grahame Snow; 1934–2006), neuseeländischer Mediziner
- Peter Snow (Künstler) (Peter Frederick Briscoe Snow; 1927–2008), britischer Maler, Grafiker und Bühnenbildner
- Peter G. Snow (Peter Gordon Snow), US-amerikanischer Politikwissenschaftler
- Phoebe Snow (Phoebe Ann Laub; 1952–2011), US-amerikanische Sängerin und Komponistin
- Randy Snow (1959–2009), US-amerikanischer Rollstuhlsportler
- Rod Snow (* 1970), kanadischer Rugby-Union-Spieler
- Terry Ackland-Snow (* 1943), britischer Szenenbildner
- Thomas Maitland Snow (1890–1997), britischer Botschafter
- Thomas D’Oyly Snow (1858–1940), britischer Major-General
- Tom Snow (* 1947), US-amerikanischer Liedtexter und Komponist
- Tony Snow (1955–2008), US-amerikanischer Pressesprecher
- Valaida Snow (1904–1956), US-amerikanische Jazztrompeterin und Sängerin
- William Snow (Schauspieler) (* 1960), australischer Schauspieler
- William Appleton Snow (1869–1899), nordamerikanischer Insektenkundler
- William W. Snow (1812–1886), US-amerikanischer Politiker